# Mel Damski
Melvin „Mel“ Damski (* 21. Juli 1946 in New York City, New York) ist ein US-amerikanischer Film- und Fernsehregisseur sowie Film- und Fernsehproduzent.

## Leben und Karriere

### Kindheit, Ausbildung und Start in die Film- und Fernsehkarriere
Der im Jahre 1946 in der Weltstadt New York als Nachfahre russischer Juden geborene Mel Damski wuchs in seiner Heimatstadt auf und besuchte schließlich die Colgate University in Hamilton im US-Bundesstaat New York, an der er ein Football-Stipendium bekam. Nach seiner Collegelaufbahn war Damski, der drei Geschwister (zwei Brüder und eine Schwester) hat, als Reporter für die New Yorker Tageszeitung Long Island Newsday aktiv, bevor es ihn nach Los Angeles verschlug, wo er seine Karriere im Film- und Fernsehgeschäft startete. Im Jahre 1972 trat er schließlich dem American Film Institute bei, was für ihn einen großen Schritt in diesem Geschäft bedeutete. Seine erste namhafte Mitarbeit in einem Film hatte Damski schließlich im Jahre 1974 in Summer School Teachers als Second unit neben der Regisseurin Barbara Peeters eingesetzt. Auch 1975 war er in dieser Tätigkeit im Film Cover Girl Models im Einsatz und agierte dabei an der Seite des 2008 verstorbenen philippinischen Regisseurs Cirio H. Santiago. Seinen ersten Einsätze als Regisseur hatte Damski im Jahre 1976, als er die Regie bei drei Folgen von Barnaby Jones führte und noch im gleichen Jahr sowie auch im nachfolgenden Jahr in jeweils einer Folge von Die Sieben-Millionen-Dollar-Frau als Regisseur engagiert wurde. Des Weiteren war er 1977 bei einer unbekannten Anzahl an Folgen der Fernsehserie The Andros Targets als Regisseur im Einsatz.

### Erste Erfolge mit den Serien „Lou Grant“ und „American Dream“
Erfolge feierte er schließlich durch die Fernsehserie Lou Grant, in der er in den Jahren 1977 und 1978 in insgesamt sieben Folgen die Regie führte und im Jahre 1979 für den Emmy in der „Kategorie: Beste Regie für eine Dramaserie“ (Outstanding Directing for a Drama Series) für die Arbeit an der Episode Murder nominiert wurde. Nachdem er 1978 in jeweils einer Episode von Having Babies und der Erfolgsserie M*A*S*H die Regie führte, teilte sich seine Arbeit ab den folgenden Jahren immer mehr auf Tätigkeiten als Filmregisseur bzw. auf Tätigkeiten als Fernsehregisseur auf. Nach der Regiearbeit in jeweils einer Folge von Big Shamus, Little Shamus (1979) und Kaz & Co (1979), folgten Engagements in den Filmen The Child Stealer (1979), A Perfect Match (1980), für den er unter anderem auch das Drehbuch schrieb und Der unbekannte Zeuge (1981). Einen weiteren Erfolg konnte Damski schließlich im Jahre 1981 verzeichnen, als er zum wiederholten Male für den Emmy in der „Kategorie: Beste Regie für eine Dramaserie“ nominiert wurde. Diesmal für die Pilotfolge American Dream in der gleichnamigen Fernsehserie, deren Produktion allerdings nach nur einer kurzen Staffel wieder eingestellt wurde.

### Vermehrter Einsatz als Filmregisseur
Nachdem er noch im gleichen Jahr beim TV-Film For Ladies Only die Regie führte und danach 1982 in drei Folgen von Zoff in der Hoover-Academy die Regie geführt hatte, war er in den folgenden zehn Jahren beinahe ausschließlich in Filmproduktionen tätig. So führte er die Regie in einigen Filmen, die auch im deutschsprachigen Raum unter einer deutschsprachigen Synchronisation ausgestrahlt wurde. Unter anderem führte im Jahre 1982 im Film Die neun Tage wandert die Regie, gefolgt vom Film An Invasion of Privacy im Jahre 1983. Noch im gleichen Jahr war er für die Regiearbeiten im Film Kapitän Dotterbart, während dessen Dreharbeiten der britisch-US-amerikanische Komiker, Schauspieler, Autor und Regisseur Marty Feldman ums Leben kam, verantwortlich. In den folgenden Jahren führte er die Regie in Filmen wie Attack on Fear (1984), Voll der Stress vorm ersten Date (1985), Das As im Ärmel (1985), A Winner Never Quits (1986), D.C. Cops (1986), Auf der Suche nach dem geheimnisvollen Kristall (1986), Irre jagen Irre (1987) oder The Three Kings (1987), wobei er bei letztgenannten Film aus als Produzent tätig war. Des Weiteren war in diesem Jahr Regisseur im Film The Hope Division, bei dem er auch die Produktionen leitete und damit sein erstes Amt als Produzent belegte.

### Geteilte Karriere als Film- und Fernsehregisseur
Nach einem eher ruhig verlaufenden Jahr 1988 stieg Damski im Jahre 1989 wieder ordentlich in seine Arbeiten als Film- und Fernsehregisseur ein und war dabei in jeweils zwei Folgen von Dolphin Cove und Happy Together als Regisseur engagiert. Mit Die Rettung der Jessica McClure und Ein Yankee aus Connecticut an König Arthurs Hof folgten in diesem Jahr auch noch zwei Filme, die unter der Regieanweisung von Mel Damski gedreht wurden. Außerdem war ungefähr in diesem Zeitraum auch als Regisseur der Fernsehserie Life Goes On im Einsatz. Nachdem er 1990 in Spuren der Vergangenheit die Regie geführt hatte, tat er dies auch im Jahre 1991 im Film Blutiger Fluß, bei dem er unter anderem auch als ausführender Produzent im Einsatz war. Kurz nachdem er in den Filmen Die Rache (1991), Der Fall Marie Hilley (1991) und Zurück auf die Straßen von San Francisco die Regiearbeit leistete, war er im Jahre 1992 erneut in gleicher Tätigkeit aktiv, wie er es bereits beim Film Blutiger Fluß gewesen war. So war er beim Film Wild Card neben seiner Tätigkeit als Regisseur auch als Produzent des Films im Einsatz. Danach folgte eine mehr oder minder erfolgreiche Zeit mit der Fernsehserie Picket Fences – Tatort Gartenzaun, bei der er von 1992 bis einschließlich 1996 in acht verschiedenen Episoden die Regie führte. Im letzten Jahr seiner dortigen Tätigkeit war er in vier Episoden auch als leitender Produzent im Einsatz.

### Versuchte Etablierung in der Produktion von Fernsehserien
Im Anschluss an seine doch sehr von Filmen geprägten Jahre als Regisseur versuchte sich Damski ab den 1990ern wieder in der Arbeit mit Fernsehserie zu etablieren. Neben seiner Tätigkeit bei Picket Fences – Tatort Gartenzaun war er in dieser Zeit auch bei den Fernsehserien Class of ’96 (1993; 1 Folge), Ein Strauß Töchter (1993–1996; 7 Folgen), Superman – Die Abenteuer von Lois & Clark (1994; 1 Folge), Go West (1994; 1 Folge), Alles schön und Recht (1995; 2 Folgen), American Gothic – Prinz der Finsternis (1995; 1 Folge), Chicago Hope – Endstation Hoffnung (1995; 1 Folge) und Nowhere Man – Ohne Identität! (1996; 1 Folge) als Fernsehregisseur im Einsatz. Anbei war er 1995 bei der Fernsehserie Alles schön und Recht in sechs Folgen auch als mitausführender Produzent im Einsatz. Seine wohl erfolgreichste Zeit hatte Mel Damski schließlich im Jahre 1997, nachdem er zuvor bei den Filmen Eine fast gelungene Affäre (1996) und Ihre zweite Chance (1997) als Regieführer hervorging. In diesem Jahr war er in einer Folge von L.A. Affairs als Regisseur im Einsatz und bekleidete dieses Amt auch im rund 38-minütigen Dokumentar-Kurzfilm Still Kicking: The Fabulous Palm Springs Follies. Für den Film wurde er zusammen mit der Produzentin des Films Andrea Blaugrund bei der Oscarverleihung 1998 für den „Oscar für den besten Dokumentar-Kurzfilm“ nominiert, musste sich am Ende allerdings dem Film A Story of Healing geschlagen geben. Daneben war Damski beim oscarnominierten Film auch als einer von drei ausführenden Produzenten, die an der Seite von Blaugrund agierten, im Einsatz.

### Fortgesetzte Fernsehkarriere nach gescheiterter Oscarnominierung
Des Weiteren begann Damski im Jahre 1997 seine Regiearbeiten an den Fernsehserien Allein gegen die Zukunft, bei der er bis 2000 bei neun Episoden die Regie führte, sowie Ally McBeal, bei der er bis 2001 in ebenfalls neun Episoden die Position des Regisseurs belegte. Etwa in diesem Raum war er in der Fernsehserie Michael Hayes in einer unbekannten Anzahl an Folgen als Regisseur im Einsatz. 1998 folgten schließlich eine ebenfalls unbekannte Anzahl an Folgen von Any Day Now. Weitere Engagements als Fernsehregisseur waren in den Jahren 1998 und 1999 die Fernsehserien Rache nach Plan (1998; 1 Folge), Love Boat: The Next Wave (1998 und 1999; 2 Folgen), Practice – Die Anwälte (1998, 1999 und 2000; 3 Folgen), Jack & Jill (1999; 4 Folgen) und Allymania: The Best of Ally McBeal (1999; ? Folgen), ein Ableger der erfolgreichen Fernsehserie Ally McBeal. Eine ebenfalls recht erfolgreiche Zeit verbrachte Damski schließlich bei der mehrfach ausgezeichneten Fernsehserie Charmed – Zauberhafte Hexen, bei der er von 1999 bis zu ihrem Auslaufen im Jahre 2006 in insgesamt 14 Folgen als Regisseur wirkte. Weitere Fernsehserien, an denen Damski im neuen Jahrtausend als Regisseur mitwirkte, waren unter anderem Rawley High – Das erste Semester (2000; 1 Folge), Titans – Dynastie der Intrigen (2000; 1 Folge) und Boston Public (2000, 2002 und 2003; 3 Folgen). Nachdem er im Jahre 2001 beim Film The Clark Family die Regie geführt hatte, zog er sich in den folgenden Jahren weitgehend aus dem Filmbereich bzw. als Filmregisseur zurück und legte sein Augenmerk vermehrt auf die Arbeit an Fernsehserien.

### Vorwiegender Einsatz als Fernsehregisseur und Erfolge mit „Psych“
So kam es, dass Mel Damski in den folgenden Jahren in einer Reihe international bekannter Fernsehserien bzw. Sitcoms die Regie führte. Bis zu seiner nächsten größeren Produktion, bei der ab 2006 die Arbeiten aufnahm, waren dies die Fernsehserien The Fugitive (2001; 1 Folge), Ed – Der Bowling-Anwalt (2001 und 2002; 2 Folgen), Girls Club (2002; ? Folgen), The Tick (2002; 1 Folge), Dawson’s Creek (2002; 1 Folge), The Guardian – Retter mit Herz (2002; 1 Folge), Everwood (2003; 1 Folge), Without a Trace – Spurlos verschwunden (2003; 1 Folge), Missing – Verzweifelt gesucht (2003; 1 Folge), Für alle Fälle Amy (2003; 1 Folge), Darcy’s Wild Life (2004; ? Folgen), Kevin Hill (2004; 1 Folge), Boston Legal (2004 und 2005; 2 Folgen), Point Pleasant (2005; 2 Folgen), The Book of Daniel (2006; 1 Folge), Las Vegas (2006; 1 Folge) und Beautiful People (2006; 1 Folge). Mit dem Jahr 2006 folgte für Damski ein weiterer erfolgreicher Karriereabschnitt, als er in das Produktionsteam rund um die Fernsehserie Psych kam. Dort ist er aktuell (Stand: Januar 2011) mit 16 Folgen, bei denen er die Regie führte, der erfolgreichste Regisseur der Serie. Daneben war Damski von 2006 bis 2008 an der Seite einer Reihe von verschiedenen Produzenten in 30 Episoden als mitausführender Produzent im Einsatz und wurde ab dem Jahr 2008 zum ausführenden Produzenten befördert, wobei er in diesem Amt in bisher 41 Episoden mitwirkte. Parallel zu seiner Zeit bei Psych agierte der von russischen Juden abstammende Damski im Jahre 2007 in jeweils einer Folge von The Wedding Bells und Women’s Murder Club als Regisseur und führte auch im 2010 veröffentlichten Film Legendary – In jedem steckt ein Held (in der Hauptrolle unter anderem mit John Cena) die Regie. Bis dato (Stand: Januar 2011) blieb dies seine letzte namhafte Produktion.

## Filmographie

### Als Regisseur
- 1976: Barnaby Jones (3 Folgen)
- 1976 und 1977: Die Sieben-Millionen-Dollar-Frau (The Bionic Woman) (2 Folgen)
- 1977 und 1978: Lou Grant (7 Folgen)
- 1977: The Andros Targets (? Folgen)
- 1978: M*A*S*H (1 Folge)
- 1978: Ein langer Weg zurück (Long Journey Back)
- 1978: Having Babies (auch: Julie Farr, M.D.) (? Folgen)
- 1979: Big Shamus, Little Shamus (1 Folge)
- 1979: Kaz & Co (1 Folge)
- 1979: The Child Stealer
- 1980: A Perfect Match (gleichzeitig Drehbuchautor)
- 1981: Der unbekannte Zeuge (Word of Honor)
- 1981: American Dream (1 Folge)
- 1981: For Ladies Only
- 1982: Zoff in der Hoover-Academy (Making the Grade) (3 Folgen)
- 1982: Die neun Tage wandert (The Legend of Walks Far Woman; Titel auf Video in der BRD: Die Unbezähmbare)
- 1983: An Invasion of Privacy (auch: The Light of Synanon)
- 1983: Kapitän Dotterbart (Yellowbeard; Titel in der BR Deutschland: Monty Python auf hoher See)
- 1984: Attack on Fear
- 1985: Voll der Stress vorm ersten Date (Mischief; Titel auf Video in der BR Deutschland: Verkehrsprobleme)
- 1985: Das As im Ärmel (Badge of the Assassin)
- 1986: A Winner Never Quits
- 1986: D.C. Cops
- 1986: Auf der Suche nach dem geheimnisvollen Kristall (Hero in the Family)
- 1987: Irre jagen Irre (Murder by the Book; auch: Alter Ego)
- 1987: The Hope Division
- 1987: Drei heilige Kamele (The Three Kings)
- 1989: Dolphin Cove (2 Folgen)
- ????: Life Goes On (? Folgen)
- 1989: Happy Together (vereinzelt verwendeter Titel für das Fernsehen in der BR Deutschland: Glücklich vereint) (2 Folgen)
- 1989: Die Rettung der Jessica McClure (Everybody's Baby: The Rescue of Jessica McClure; auch: The Jessica McClure Story; Titel in der BR Deutschland: Lebendig verschüttet – Rettet mein Baby!)
- 1989: Zeitsprung in die Tafelrunde (A Connecticut Yankee in King Arthur's Court)
- 1990: Spuren der Vergangenheit (The Girl Who Came Between Them; auch Faces of Love oder Victim of Innocence)
- 1991: Blutiger Fluß (Blood River)
- 1991: Die Rache (Shoot First: A Cop's Vengeance; auch: Cause of Death, Death of a San Antonio Cop, The San Antonio Cop oder Vigilante Cop)
- 1991: Der Fall Marie Hilley (Wife, Mother, Murderer: The Marie Hilley Story; auch: Black Widow: The Marie Hilley Story und Wife, Mother, Murderer; Titel in Deutschland Die sanfte Hand des Todes – Der Fall Marie Hilley)
- 1992: Zurück auf die Straßen von San Francisco (Back to the Streets of San Francisco)
- 1992: Wild Card (auch: Preacher)
- 1992–1996: Picket Fences – Tatort Gartenzaun (Picket Fences) (8 Folgen)
- 1993: Class of ’96 (1 Folge)
- 1993–1996: Ein Strauß Töchter (Sisters) (7 Folgen)
- 1994: Superman – Die Abenteuer von Lois & Clark (1 Folge)
- 1994: Go West (Harts of the West) (1 Folge)
- 1995: Alles schön und Recht (Sweet Justice) (2 Folgen)
- 1995: American Gothic – Prinz der Finsternis (American Gothic) (1 Folge)
- 1995: Chicago Hope – Endstation Hoffnung (Chicago Hope; Titel in Deutschland: Chicago Hope – Ärzte kämpfen um Leben) (1 Folge)
- 1996: Nowhere Man – Ohne Identität! (Nowhere Man) (1 Folge)
- 1996: Eine fast gelungene Affäre (The Care and Handling of Roses)
- 1997: Ihre zweite Chance (Their Second Chance; auch: The Keller/Keller Story)
- 1997: L.A. Affairs (1 Folge) (auch: Pacific Palisades oder Brentwood)
- 1997: Still Kicking: The Fabulous Palm Springs Follies
- 1997–2000: Allein gegen die Zukunft (Early Edition) (9 Folgen)
- 1997–2001: Ally McBeal (9 Folgen)
- ????: Michael Hayes (? Folgen)
- 1998: Any Day Now (? Folgen)
- 1998: Rache nach Plan (Vengeance Unlimited) (1 Folge)
- 1998 und 1999: Love Boat: The Next Wave (2 Folgen)
- 1998, 1999 und 2000: Practice – Die Anwälte (3 Folgen)
- 1999: Jack & Jill (4 Folgen)
- 1999: Allymania: The Best of Ally McBeal (Ally) (? Folgen)
- 1999–2006: Charmed – Zauberhafte Hexen (Charmed) (14 Folgen)
- 2000: Rawley High – Das erste Semester (Young Americans) (1 Folge)
- 2000: Titans – Dynastie der Intrigen (1 Folge)
- 2000, 2002 und 2003: Boston Public (3 Folgen)
- 2001: The Clark Family
- 2001: The Fugitive (Titel auf Video in Deutschland: Auf der Flucht – Die Jagd geht weiter) (1 Folge)
- 2001 und 2002: Ed – Der Bowling-Anwalt (Ed) (2 Folgen)
- 2002: Girls Club (? Folgen)
- 2002: The Tick (1 Folge)
- 2002: Dawson’s Creek (1 Folge)
- 2002: The Guardian – Retter mit Herz (The Guardian) (1 Folge)
- 2003: Everwood (1 Folge)
- 2003: Without a Trace – Spurlos verschwunden (1 Folge)
- 2003: Missing – Verzweifelt gesucht (1-800-Missing) (1 Folge)
- 2003: Für alle Fälle Amy (1 Folge)
- 2004: Darcy’s Wild Life (? Folgen)
- 2004: Kevin Hill (1 Folge)
- 2004 und 2005: Boston Legal (2 Folgen)
- 2005: Point Pleasant (2 Folgen)
- 2006: The Book of Daniel (1 Folge)
- 2006: Las Vegas (1 Folge)
- 2006: Beautiful People (1 Folge)
- seit 2006: Psych (22 Folgen)
- 2007: The Wedding Bells (1 Folge)
- 2007: Women’s Murder Club (1 Folge)
- 2010: Legendary – In jedem steckt ein Held (Legendary)
- 2017: Geteilte Weihnacht (Christmas Getaway, Fernsehfilm)

als Second unit
- 1974: Summer School Teachers
- 1975: Cover Girl Models

### Als Produzent
- 1987: The Hope Division (auch: Shades of Blue)
- 1987: The Three Kings
- 1992: Wild Card (auch: Preacher)

als ausführender Produzent
- 1991: Blutiger Fluß (Blood River)
- 1997: Still Kicking: The Fabulous Palm Springs Follies
- seit 2008: Psych (41 Folgen)

als mitausführender Produzent
- 1995: Alles schön und Recht (Sweet Justice) (6 Folgen)
- 2006–2008: Psych (30 Folgen)

als leitender Produzent
- 1996: Picket Fences – Tatort Gartenzaun (Picket Fences) (4 Folgen)

## Nominierungen
- Oscarverleihung 1998: Nominiert für den „Oscar für den besten Dokumentar-Kurzfilm“ für den Kurzfilm Still Kicking: The Fabulous Palm Springs Follies (zusammen mit Andrea Blaugrund)
- 1979: Nominiert für den Emmy in der „Kategorie: Beste Regie für eine Dramaserie“ (Outstanding Directing for a Drama Series) für die Episode Murder in Lou Grant
- 1981: Nominiert für den Emmy in der „Kategorie: Beste Regie für eine Dramaserie“ (Outstanding Directing for a Drama Series) für die Pilotepisode American Dream in der gleichnamigen Fernsehserie